# Llista de Béns Culturals d'Interès Nacional de la Segarra
Llista de Béns Culturals d'Interès Nacional de la Segarra inscrits en el Registre de Béns Culturals d'Interès Nacional (BCIN) del Departament de Cultura de la Generalitat de Catalunya per a la comarca de la Segarra. Inclou els béns immobles més rellevants del patrimoni cultural que tenen la categoria de protecció de major rang com a unitat singular, conjunt, espai o zona amb valors culturals, històrics o tècnics.
L'any 2018, la Segarra comptava amb 86 béns culturals d'interès nacional classificats en 83 monuments històrics, 1 conjunt històric i 2 zones arqueològiques. A continuació es mostren les últimes dades disponibles ordenades per municipis.

## Patrimoni arquitectònic
| Monument                                                                                  | Protecció       | Estil/època                                           | Localització                                                                       | Coordenades                                          | Codi?         | Imatge |
| ----------------------------------------------------------------------------------------- | --------------- | ----------------------------------------------------- | ---------------------------------------------------------------------------------- | ---------------------------------------------------- | ------------- | --- |
| Edifici de la Universitat                                                                 | BCIN 102-MH     | Barroc, neoclassicisme XVIII                          | Cervera Pl. Universitat, 21                                                        | 41° 40′ 14″ N, 1° 16′ 28″ E / 41.670657°N,1.274318°E | RI-51-0001209 | Edifici de la Universitat (Cervera) · Vegeu més fotos d'aquest monument · Carregueu una nova foto d'aquest monument                                       |
| Església de Santa Maria de Cervera                                                        | BCIN 104-MH     | Gòtic, historicisme XIV-XV, XIX                       | Cervera C. Santa Maria, 1                                                          | 41° 39′ 55″ N, 1° 16′ 15″ E / 41.665344°N,1.270774°E | RI-51-0000696 | Església de Santa Maria de Cervera · Vegeu més fotos d'aquest monument · Carregueu una nova foto d'aquest monument                                        |
| Església de Sant Pere el Gros                                                             | BCIN 327-MH-EN  | Romànic XI                                            | Cervera Paratge Molí Grau                                                          | 41° 39′ 39″ N, 1° 15′ 45″ E / 41.660875°N,1.262463°E | RI-51-0011061 | Església de Sant Pere el Gros (Cervera) · Vegeu més fotos d'aquest monument · Carregueu una nova foto d'aquest monument                                   |
| Nucli antic de Cervera                                                                    | BCIN 328-CH     | Gòtic, barroc XIV                                     | Cervera                                                                            | 41° 39′ 57″ N, 1° 16′ 16″ E / 41.665796°N,1.271029°E | RI-53-0000427 | Nucli antic de Cervera · Vegeu més fotos d'aquest monument · Carregueu una nova foto d'aquest monument                                                    |
| Casa de la Vila, o Paeria                                                                 | BCIN 331-MH     | Barroc XVII                                           | Cervera Pl. Major, 1                                                               | 41° 39′ 56″ N, 1° 16′ 15″ E / 41.665557°N,1.270955°E | RI-51-0011132 | Casa de la Vila (Cervera) · Vegeu més fotos d'aquest monument · Carregueu una nova foto d'aquest monument                                                 |
| Castell de Castellnou                                                                     | BCIN 681-MH     | Medieval                                              | Cervera Castellnou d'Oluges                                                        | 41° 42′ 11″ N, 1° 17′ 51″ E / 41.702929°N,1.297545°E | RI-51-0006304 | Castell de Castellnou (Cervera) · Vegeu més fotos d'aquest monument · Carregueu una nova foto d'aquest monument                                           |
| Castell de Malgrat                                                                        | BCIN 682-MH     | Obra popular XVI-XVII                                 | Cervera Baixada del Castell                                                        | 41° 42′ 35″ N, 1° 18′ 05″ E / 41.709693°N,1.301317°E | RI-51-0006305 | Castell de Malgrat (Cervera) · Vegeu més fotos d'aquest monument · Carregueu una nova foto d'aquest monument                                              |
| Castell de la Prenyanosa                                                                  | BCIN 683-MH     | Obra popular XVI                                      | Cervera                                                                            | 41° 42′ 42″ N, 1° 17′ 22″ E / 41.711796°N,1.289357°E | RI-51-0006306 | Castell de la Prenyanosa (Cervera) · Vegeu més fotos d'aquest monument · Carregueu una nova foto d'aquest monument                                        |
| Castell de Cervera                                                                        | BCIN 1253-MH    | XI                                                    | Cervera C. del Castell, 6                                                          | 41° 39′ 53″ N, 1° 16′ 09″ E / 41.664612°N,1.269214°E | RI-51-0006302 | Castell de Cervera · Vegeu més fotos d'aquest monument · Carregueu una nova foto d'aquest monument                                                        |
| Recinte fortificat de Cervera                                                             | BCIN 1254-MH    | Obra popular XIV                                      | Cervera                                                                            | 41° 40′ 05″ N, 1° 16′ 22″ E / 41.668138°N,1.272681°E | RI-51-0006303 | Recinte fortificat de Cervera · Vegeu més fotos d'aquest monument · Carregueu una nova foto d'aquest monument                                             |
| La Farinera                                                                               | BCIN 1976-MH    | Modernisme XX                                         | Cervera C. del Castellnou                                                          | 41° 40′ 31″ N, 1° 16′ 34″ E / 41.675277°N,1.276090°E | RI-51-0010776 | La Farinera (Cervera) · Vegeu més fotos d'aquest monument · Carregueu una nova foto d'aquest monument                                                     |
| Castell de la Cardosa                                                                     | BCIN 4090-MH    | Obra popular Medieval                                 | Cervera La Cardosa                                                                 | 41° 42′ 00″ N, 1° 15′ 10″ E / 41.700086°N,1.252857°E | IPA-25884     | Castell de la Cardosa (Cervera) · Vegeu més fotos d'aquest monument · Carregueu una nova foto d'aquest monument                                           |
| Castell d'Estaràs                                                                         | BCIN 835-MH     | Gòtic, renaixement XIV-XVI, XVIII                     | Estaràs Pl. del Castell                                                            | 41° 41′ 32″ N, 1° 22′ 41″ E / 41.692095°N,1.378011°E | RI-51-0006322 | Castell d'Estaràs · Vegeu més fotos d'aquest monument · Carregueu una nova foto d'aquest monument                                                         |
| Castell d'Alta-riba                                                                       | BCIN 836-MH     | Romànic XI                                            | Estaràs Alta-riba                                                                  | 41° 42′ 44″ N, 1° 21′ 55″ E / 41.712197°N,1.365245°E | RI-51-0006323 | Castell d'Alta-riba (Estaràs) · Vegeu més fotos d'aquest monument · Carregueu una nova foto d'aquest monument                                             |
| Castell de Ferran                                                                         | BCIN 837-MH     | Obra popular Medieval                                 | Estaràs                                                                            | 41° 43′ 46″ N, 1° 23′ 46″ E / 41.729460°N,1.396179°E | RI-51-0006324 | Castell de Ferran (Estaràs) · Vegeu més fotos d'aquest monument · Carregueu una nova foto d'aquest monument                                               |
| Castell de Vergós Guerrejat                                                               | BCIN 838-MH     | Barroc XVII-XVIII, XX                                 | Estaràs Pl. de l'Església, 3, Vergós Guerrejat                                     | 41° 40′ 36″ N, 1° 21′ 11″ E / 41.676537°N,1.353066°E | RI-51-0006325 | Castell de Vergós Guerrejat (Estaràs) · Vegeu més fotos d'aquest monument · Carregueu una nova foto d'aquest monument                                     |
| Castell de Mejanell                                                                       | BCIN 1539-MH    | Romànic XI-XII, XIX-XX                                | Estaràs Malacara                                                                   | 41° 43′ 33″ N, 1° 22′ 56″ E / 41.725787°N,1.382322°E | RI-51-0006476 | Castell de Mejanell (Estaràs) · Vegeu més fotos d'aquest monument · Carregueu una nova foto d'aquest monument                                             |
| Castell de Granyanella                                                                    | BCIN 919-MH     | Romànic, obra popular XI, XX                          | Granyanella C. del Castell                                                         | 41° 38′ 55″ N, 1° 13′ 23″ E / 41.648615°N,1.222953°E | RI-51-0006339 | Castell de Granyanella · Vegeu més fotos d'aquest monument · Carregueu una nova foto d'aquest monument                                                    |
| Castell de la Curullada                                                                   | BCIN 920-MH     | Romànic XI, XVII, XXI                                 | Granyanella Pl. del Castell, la Curullada                                          | 41° 39′ 56″ N, 1° 13′ 37″ E / 41.665665°N,1.227080°E | RI-51-0006340 | Castell de la Curullada (Granyanella) · Vegeu més fotos d'aquest monument · Carregueu una nova foto d'aquest monument                                     |
| Castell de Fonolleres                                                                     | BCIN 921-MH     | Romànic XI, XVI, XX Inici                             | Granyanella Pl. del Castell, Fonolleres                                            | 41° 39′ 29″ N, 1° 12′ 10″ E / 41.658026°N,1.202682°E | RI-51-0006341 | Castell de Fonolleres (Granyanella) · Vegeu més fotos d'aquest monument · Carregueu una nova foto d'aquest monument                                       |
| Torre Saportella, o Molí de la Torre                                                      | BCIN 922-MH     | Gòtic, renaixement XIV, XVI-XX                        | Granyanella                                                                        | 41° 39′ 29″ N, 1° 12′ 44″ E / 41.658084°N,1.212168°E | RI-51-0006342 | Torre Saportella (Granyanella) · Vegeu més fotos d'aquest monument · Carregueu una nova foto d'aquest monument                                            |
| Torre de Granyena de Segarra, o el Molí de Vent                                           | BCIN 923-MH     | Romànic XI-XII                                        | Granyena de Segarra Camí de Granyena de Segarra a Gramuntell, cruïlla a la dreta   | 41° 37′ 13″ N, 1° 14′ 56″ E / 41.620388°N,1.248810°E | RI-51-0006344 | Torre de Granyena de Segarra · Vegeu més fotos d'aquest monument · Carregueu una nova foto d'aquest monument                                              |
| Castell de Granyena de Segarra                                                            | BCIN 924-MH     | Gòtic tardà, obra popular XVI-XVII, XIX-XX            | Granyena de Segarra C. del Castell                                                 | 41° 37′ 26″ N, 1° 14′ 43″ E / 41.623955°N,1.245281°E | RI-51-0006343 | Castell de Granyena de Segarra · Vegeu més fotos d'aquest monument · Carregueu una nova foto d'aquest monument                                            |
| Palau de Fluvià, Obra de Fluvià o Obra de Sant Llúcia                                     | BCIN 348-MH     | Gòtic tardà XVI                                       | Guissona Ctra. Massoteres, a 200 m de la vila                                      | 41° 47′ 20″ N, 1° 17′ 58″ E / 41.788751°N,1.299363°E | RI-51-0006349 | Palau de Fluvià (Guissona) · Vegeu més fotos d'aquest monument · Carregueu una nova foto d'aquest monument                                                |
| Església de Santa Maria de Guissona                                                       | BCIN 349-MH-EN  | Barroc, neoclassicisme XVIII-XIX                      | Guissona Pl. Major                                                                 | 41° 47′ 06″ N, 1° 17′ 21″ E / 41.78511°N,1.28903°E   | IPA-395       | Església de Santa Maria de Guissona · Vegeu més fotos d'aquest monument · Carregueu una nova foto d'aquest monument                                       |
| Muralla i portal de l'Àngel                                                               | BCIN 931-MH     | Obra popular, historicisme XIV, XVIII, XX             | Guissona C. de la Font i pl. Vell-Pla                                              | 41° 47′ 11″ N, 1° 17′ 19″ E / 41.786372°N,1.288580°E | RI-51-0006348 | Muralla i portal de l'Àngel (Guissona) · Vegeu més fotos d'aquest monument · Carregueu una nova foto d'aquest monument                                    |
| Castell de Rubiol                                                                         | BCIN 3977-MH-ZA | XI                                                    | Guissona                                                                           | 41° 48′ 00″ N, 1° 17′ 51″ E / 41.800050°N,1.297438°E | IPA-36717     | Castell de Rubiol (Guissona) · Vegeu més fotos d'aquest monument · Carregueu una nova foto d'aquest monument                                              |
| Castell d'Ivorra, o Torre del Moro                                                        | BCIN 950-MH     | Romànic XI                                            | Ivorra C. de la Torre                                                              | 41° 46′ 18″ N, 1° 23′ 44″ E / 41.771742°N,1.395448°E | RI-51-0006361 | Castell d'Ivorra (Ivorra) · Vegeu més fotos d'aquest monument · Carregueu una nova foto d'aquest monument                                                 |
| Torre del Castell de Talteüll, o Torre dels Moros                                         | BCIN 1038-MH    | Romànic XI                                            | Massoteres C. Major, Talteüll                                                      | 41° 49′ 10″ N, 1° 19′ 42″ E / 41.819384°N,1.328340°E | RI-51-0006388 | Torre del Castell de Talteüll (Massoteres) · Vegeu més fotos d'aquest monument · Carregueu una nova foto d'aquest monument                                |
| Església de Sant Pere de Talteüll                                                         | BCIN 4441-MH-EN | Romànic XI, XV                                        | Massoteres Pl. Major, Talteüll                                                     | 41° 49′ 09″ N, 1° 19′ 43″ E / 41.819112°N,1.328581°E | IPA-19838     | Església de Sant Pere de Talteüll (Massoteres) · Vegeu més fotos d'aquest monument · Carregueu una nova foto d'aquest monument                            |
| Castell de Montoliu de Segarra                                                            | BCIN 1096-MH    | XIII-XIV                                              | Montoliu de Segarra Vora el marge dret del c. del Call                             | 41° 35′ 25″ N, 1° 16′ 10″ E / 41.590304°N,1.269499°E | RI-51-0006397 | Castell de Montoliu de Segarra · Vegeu més fotos d'aquest monument · Carregueu una nova foto d'aquest monument                                            |
| Castell de la Guàrdia Lada                                                                | BCIN 1097-MH    | XIV-XV                                                | Montoliu de Segarra La Guàrdia Lada, davant la capella de la Mare de Déu del Coll  | 41° 35′ 24″ N, 1° 17′ 34″ E / 41.589869°N,1.292806°E | RI-51-0006399 | Castell de la Guàrdia Lada (Montoliu de Segarra) · Vegeu més fotos d'aquest monument · Carregueu una nova foto d'aquest monument                          |
| Castell de l'Ametlla de Segarra                                                           | BCIN 1098-MH    | XI-XII                                                | Montoliu de Segarra L'Ametlla de Segarra, a pocs metres del c. Gràcia              | 41° 34′ 33″ N, 1° 14′ 24″ E / 41.575931°N,1.239924°E | RI-51-0006398 | Castell de l'Ametlla de Segarra (Montoliu de Segarra) · Vegeu més fotos d'aquest monument · Carregueu una nova foto d'aquest monument                     |
| Castell de Montornès de Segarra                                                           | BCIN 1099-MH    | Obra popular XIV-XIX                                  | Montornès de Segarra Al costat del diposit d'aigua del poble, damunt l'església    | 41° 36′ 05″ N, 1° 13′ 46″ E / 41.601403°N,1.229489°E | RI-51-0006400 | Castell de Montornès de Segarra · Vegeu més fotos d'aquest monument · Carregueu una nova foto d'aquest monument                                           |
| Castell de l'Oluja Baixa                                                                  | BCIN 1139-MH    | Gòtic-Renaixement, obra popular, gòtic tardà XVI-XVII | Les Oluges Pl. Major                                                               | 41° 41′ 50″ N, 1° 19′ 09″ E / 41.697204°N,1.319263°E | RI-51-0006413 | Castell de l'Oluja Baixa (les Oluges) · Vegeu més fotos d'aquest monument · Carregueu una nova foto d'aquest monument                                     |
| Torre de defensa                                                                          | BCIN 1140-MH    | Romànic XI-XII                                        | Les Oluges Partida del Molí de Vent, a l'oest de les Oluges                        | 41° 41′ 55″ N, 1° 18′ 56″ E / 41.698710°N,1.315658°E | RI-51-0006414 | Torre de defensa (les Oluges) · Vegeu més fotos d'aquest monument · Carregueu una nova foto d'aquest monument                                             |
| Recinte de Montfalcó Murallat                                                             | BCIN 1141-MH    | Obra popular XI-XIII                                  | Les Oluges C. Rodó, Montfalcó Murallat                                             | 41° 41′ 19″ N, 1° 20′ 23″ E / 41.688711°N,1.339706°E | RI-51-0006415 | Recinte de Montfalcó Murallat (les Oluges) · Vegeu més fotos d'aquest monument · Carregueu una nova foto d'aquest monument                                |
| Casa Senyorial de Santa Fe                                                                | BCIN 1142-MH    | Romànic, barroc XII, XVIII                            | Les Oluges Pl. de les Armes - c. del Castell, Santa Fe                             | 41° 42′ 00″ N, 1° 21′ 48″ E / 41.69995°N,1.36342°E   | RI-51-0006416 | Casa Senyorial de Santa Fe (les Oluges) · Vegeu més fotos d'aquest monument · Carregueu una nova foto d'aquest monument                                   |
| Església de Sant Esteve                                                                   | BCIN 173-MH     | Romànic, barroc XII, XVIII                            | Els Plans de Sió Pl. de l'Església, Pelagalls                                      | 41° 45′ 07″ N, 1° 12′ 12″ E / 41.751947°N,1.203311°E | RI-51-0005098 | Església de Sant Esteve (els Plans de Sió) · Vegeu més fotos d'aquest monument · Carregueu una nova foto d'aquest monument                                |
| Castell de l'Aranyó                                                                       | BCIN 1248-MH    | Romànic, gòtic tardà XII, XVI, XVII                   | Els Plans de Sió Pl. Manuel de Pedrolo, l'Aranyó                                   | 41° 42′ 20″ N, 1° 13′ 05″ E / 41.705624°N,1.218134°E | RI-51-0006431 | Castell de l'Aranyó (els Plans de Sió) · Vegeu més fotos d'aquest monument · Carregueu una nova foto d'aquest monument                                    |
| Portal i restes de fortificació de l'Aranyó                                               | BCIN 1249-MH    | Romànic XII                                           | Els Plans de Sió Aranyó                                                            | 41° 42′ 20″ N, 1° 13′ 06″ E / 41.705482°N,1.218422°E | RI-51-0006432 | Portal i restes de fortificació de l'Aranyó (els Plans de Sió) · Vegeu més fotos d'aquest monument · Carregueu una nova foto d'aquest monument            |
| Castell de Montcortès                                                                     | BCIN 1250-MH    | Gòtic-Renaixement XV-XVI                              | Els Plans de Sió Pl. del Castell, Montcortès                                       | 41° 42′ 24″ N, 1° 13′ 48″ E / 41.706608°N,1.229982°E | RI-51-0006853 | Castell de Montcortès (els Plans de Sió) · Vegeu més fotos d'aquest monument · Carregueu una nova foto d'aquest monument                                  |
| Castell de les Pallargues                                                                 | BCIN 1258-MH    | Romànic, gòtic XI, XV, XX                             | Els Plans de Sió C. Prat de la Riba, 5, les Pallargues                             | 41° 45′ 45″ N, 1° 11′ 51″ E / 41.762528°N,1.197458°E | RI-51-0006433 | Castell de les Pallargues (els Plans de Sió) · Vegeu més fotos d'aquest monument · Carregueu una nova foto d'aquest monument                              |
| Castell de Concabella                                                                     | BCIN 1259-MH    | Romànic, gòtic tardà XI, XVI                          | Els Plans de Sió Pl. Major, Concabella                                             | 41° 45′ 06″ N, 1° 14′ 06″ E / 41.751546°N,1.234929°E | RI-51-0006434 | Castell de Concabella (els Plans de Sió) · Vegeu més fotos d'aquest monument · Carregueu una nova foto d'aquest monument                                  |
| Castell-molí de Ratera                                                                    | BCIN 1260-MH    | Gòtic, historicisme XIV, XVI, XX Mitjan               | Els Plans de Sió Carretera a Agramunt, Ratera                                      | 41° 45′ 02″ N, 1° 13′ 28″ E / 41.750622°N,1.224324°E | RI-51-0006435 | Castell-molí de Ratera (els Plans de Sió) · Vegeu més fotos d'aquest monument · Carregueu una nova foto d'aquest monument                                 |
| Torre dels Joiells                                                                        | BCIN 1272-MH    |                                                       | Els Plans de Sió Canós                                                             | 41° 41′ 19″ N, 1° 12′ 28″ E / 41.688477°N,1.207914°E | RI-51-0006436 | Torre dels Joiells (els Plans de Sió) · Carregueu una nova foto d'aquest monument                                                                         |
| Església parroquial de Sant Pere dels Arquells                                            | BCIN 384-MH     | Gòtic, renaixement XIV-XV, XIX                        | Ribera d'Ondara Pl. de l'Església, Sant Pere dels Arquells                         | 41° 38′ 37″ N, 1° 19′ 03″ E / 41.643717°N,1.317616°E | RI-51-0011598 | Església parroquial de Sant Pere dels Arquells (Ribera d'Ondara) · Vegeu més fotos d'aquest monument · Carregueu una nova foto d'aquest monument          |
| Castell de Briançó o Cal Carulla                                                          | BCIN 1353-MH    | Medieval                                              | Ribera d'Ondara Briançó                                                            | 41° 38′ 12″ N, 1° 20′ 41″ E / 41.636619°N,1.344846°E | RI-51-0006456 | Castell de Briançó (Ribera d'Ondara) · Vegeu més fotos d'aquest monument · Carregueu una nova foto d'aquest monument                                      |
| Castell de Montlleó                                                                       | BCIN 1354-MH    | Medieval                                              | Ribera d'Ondara Montlleó, sobre el turó del poble                                  | 41° 38′ 38″ N, 1° 21′ 45″ E / 41.644024°N,1.362564°E | RI-51-0006457 | Castell de Montlleó (Ribera d'Ondara) · Vegeu més fotos d'aquest monument · Carregueu una nova foto d'aquest monument                                     |
| Castell de Sant Antolí o Cavallerisses del Castell                                        | BCIN 1355-MH    | Gòtic XIV-XV, XIX-XX                                  | Ribera d'Ondara Sant Antolí i Vilanova, al costat de Cal Jacques al c. Major       | 41° 37′ 32″ N, 1° 20′ 28″ E / 41.625692°N,1.340988°E | RI-51-0006455 | Castell de Sant Antolí (Ribera d'Ondara) · Vegeu més fotos d'aquest monument · Carregueu una nova foto d'aquest monument                                  |
| Castell de Rubinat                                                                        | BCIN 1356-MH    | Medieval                                              | Ribera d'Ondara Rubinat, a pocs metres del c. de l'Ereta                           | 41° 37′ 28″ N, 1° 19′ 09″ E / 41.624476°N,1.319305°E | RI-51-0006458 | Castell de Rubinat (Ribera d'Ondara) · Vegeu més fotos d'aquest monument · Carregueu una nova foto d'aquest monument                                      |
| Castell de Llindars                                                                       | BCIN 1357-MH    | XVI-XVII                                              | Ribera d'Ondara C. Major, 10, Llindars                                             | 41° 36′ 12″ N, 1° 18′ 00″ E / 41.603368°N,1.300046°E | RI-51-0006459 | Castell de Llindars (Ribera d'Ondara) · Vegeu més fotos d'aquest monument · Carregueu una nova foto d'aquest monument                                     |
| Castell de Gramuntell                                                                     | BCIN 1358-MH    |                                                       | Ribera d'Ondara Gramuntell                                                         | 41° 37′ 02″ N, 1° 15′ 36″ E / 41.617296°N,1.259908°E | RI-51-0006460 | Castell de Gramuntell (Ribera d'Ondara) · Vegeu més fotos d'aquest monument · Carregueu una nova foto d'aquest monument                                   |
| Castell de Timor o Torre Timor                                                            | BCIN 1359-MH    | XVII-XVIII                                            | Ribera d'Ondara Sant Pere dels Arquells, prop de l'església de Sant Jaume de Timor | 41° 38′ 34″ N, 1° 19′ 46″ E / 41.642664°N,1.329399°E | RI-51-0006461 | Castell de Timor (Ribera d'Ondara) · Vegeu més fotos d'aquest monument · Carregueu una nova foto d'aquest monument                                        |
| Església parroquial de Santa Maria de la Plaça                                            | BCIN 388-MH     | Gòtic tardà, barroc XVI, XVIII                        | Sanaüja Pl. Major                                                                  | 41° 52′ 35″ N, 1° 18′ 40″ E / 41.87636°N,1.31099°E   | IPA-450       | Església parroquial de Santa Maria de la Plaça (Sanaüja) · Vegeu més fotos d'aquest monument · Carregueu una nova foto d'aquest monument                  |
| Castell de Sanaüja                                                                        | BCIN 1391-MH    | Romànic, barroc X, XVII                               | Sanaüja Turó del Castell                                                           | 41° 52′ 40″ N, 1° 18′ 37″ E / 41.877858°N,1.310174°E | RI-51-0006466 | Castell de Sanaüja · Vegeu més fotos d'aquest monument · Carregueu una nova foto d'aquest monument                                                        |
| Celler Cooperatiu de Sant Guim de Freixenet o Sindicat Agrícola de Sant Guim de Freixenet | BCIN 389-MH     | Noucentisme Cèsar Martinell i Brunet XX Inici         | Sant Guim de Freixenet Pl. del Sindicat                                            | 41° 39′ 16″ N, 1° 24′ 59″ E / 41.654333°N,1.416308°E | RI-51-0010509 | Celler Cooperatiu de Sant Guim de Freixenet · Vegeu més fotos d'aquest monument · Carregueu una nova foto d'aquest monument                               |
| Castell de Santa Maria                                                                    | BCIN 1465-MH    | XI-XII                                                | Sant Guim de Freixenet C. Únic, Castell de Santa Maria                             | 41° 40′ 52″ N, 1° 24′ 18″ E / 41.681168°N,1.404873°E | RI-51-0006470 | Castell de Santa Maria (Sant Guim de Freixenet) · Vegeu més fotos d'aquest monument · Carregueu una nova foto d'aquest monument                           |
| Castell de la Tallada, o Cal la Picutina                                                  | BCIN 1466-MH    | Romànic, obra popular XIII-XX                         | Sant Guim de Freixenet C. del Castell, la Tallada                                  | 41° 38′ 27″ N, 1° 24′ 59″ E / 41.640815°N,1.416375°E | RI-51-0006471 | Castell de la Tallada (Sant Guim de Freixenet) · Vegeu més fotos d'aquest monument · Carregueu una nova foto d'aquest monument                            |
| Castell de Vilalta                                                                        | BCIN 1467-MH    | XI-XII                                                | Sant Guim de Freixenet Barranc de la Cova, la Tallada                              | 41° 38′ 28″ N, 1° 26′ 19″ E / 41.641012°N,1.438691°E | RI-51-0006472 | Castell de Vilalta (Sant Guim de Freixenet) · Vegeu més fotos d'aquest monument · Carregueu una nova foto d'aquest monument                               |
| Santuari de Sant Ramon Nonat                                                              | BCIN 203-MH     | Barroc XVIII                                          | Sant Ramon Av. del Santuari                                                        | 41° 43′ 33″ N, 1° 22′ 09″ E / 41.725970°N,1.369140°E | RI-51-0004424 | Santuari de Sant Ramon Nonat (Sant Ramon) · Vegeu més fotos d'aquest monument · Carregueu una nova foto d'aquest monument                                 |
| Torre de guaita de Portell                                                                | BCIN 393-MH     | Romànic XI                                            | Sant Ramon C. de la Torre, Portell                                                 | 41° 44′ 31″ N, 1° 23′ 04″ E / 41.742018°N,1.384392°E | RI-51-0006475 | Torre de guaita de Portell (Sant Ramon) · Vegeu més fotos d'aquest monument · Carregueu una nova foto d'aquest monument                                   |
| Castell de la Manresana                                                                   | BCIN 1538-MH    | Obra popular XVI-XVII                                 | Sant Ramon C. Castell, la Manresana                                                | 41° 43′ 29″ N, 1° 21′ 24″ E / 41.724604°N,1.356732°E | RI-51-0006474 | Castell de la Manresana (Sant Ramon) · Vegeu més fotos d'aquest monument · Carregueu una nova foto d'aquest monument                                      |
| Castell de Gospí, o Castell de Guspí                                                      | BCIN 1540-MH    | Romànic XI, XVI-XVII                                  | Sant Ramon C. Cavallers, Gospí                                                     | 41° 44′ 18″ N, 1° 20′ 59″ E / 41.738389°N,1.349639°E | RI-51-0006477 | Castell de Gospí (Sant Ramon) · Vegeu més fotos d'aquest monument · Carregueu una nova foto d'aquest monument                                             |
| Creu de terme de la Manresana                                                             | BCIN 4143-MH    | Barroc, obra popular XVII-XVIII                       | Sant Ramon Costa de la Creu, la Manresana                                          | 41° 43′ 22″ N, 1° 21′ 21″ E / 41.722723°N,1.355843°E | IPA-35972     | Creu de terme de la Manresana (Sant Ramon) · Vegeu més fotos d'aquest monument · Carregueu una nova foto d'aquest monument                                |
| Castell de Talavera                                                                       | BCIN 1592-MH    | Obra popular XVI-XX                                   | Talavera C. del Castell, 11                                                        | 41° 34′ 56″ N, 1° 20′ 15″ E / 41.582184°N,1.337484°E | RI-51-0006493 | Castell de Talavera (Talavera) · Vegeu més fotos d'aquest monument · Carregueu una nova foto d'aquest monument                                            |
| Castell de Pavia                                                                          | BCIN 1847-MH    | Obra popular XIV-XX                                   | Talavera Pavia, al costat del dipòsit d'aigües del poble                           | 41° 35′ 53″ N, 1° 20′ 48″ E / 41.598076°N,1.346556°E | RI-51-0006494 | Castell de Pavia (Talavera) · Vegeu més fotos d'aquest monument · Carregueu una nova foto d'aquest monument                                               |
| Castell de Bellmunt o Cal Casteller, restes d'antics murs                                 | BCIN 1848-MH    | Obra popular XIV, XIX-XX                              | Talavera C. del Nord, 11, Bellmunt                                                 | 41° 35′ 36″ N, 1° 23′ 58″ E / 41.593348°N,1.399335°E | RI-51-0006495 | Carregueu una nova foto d'aquest monument |
| Castell de Florejacs                                                                      | BCIN 224-MH     | Gòtic-renaixement, obra popular XIV-XVI               | Torrefeta i Florejacs C. del Castell, Florejacs                                    | 41° 48′ 02″ N, 1° 12′ 51″ E / 41.800621°N,1.214130°E | RI-51-0005077 | Castell de Florejacs (Torrefeta i Florejacs) · Vegeu més fotos d'aquest monument · Carregueu una nova foto d'aquest monument                              |
| Castell del Llor                                                                          | BCIN 410-MH     | Obra popular Medieval                                 | Torrefeta i Florejacs El Llor, part més alta del poble                             | 41° 44′ 47″ N, 1° 18′ 31″ E / 41.746285°N,1.308539°E | RI-51-0006518 | Castell del Llor (Torrefeta i Florejacs) · Vegeu més fotos d'aquest monument · Carregueu una nova foto d'aquest monument                                  |
| Castell de les Sitges                                                                     | BCIN 1645-MH    | Gòtic, romànic XIII-XIV                               | Torrefeta i Florejacs Les Sitges                                                   | 41° 48′ 58″ N, 1° 13′ 41″ E / 41.816234°N,1.227978°E | RI-51-0006513 | Castell de les Sitges (Torrefeta i Florejacs) · Vegeu més fotos d'aquest monument · Carregueu una nova foto d'aquest monument                             |
| Castell de la Morana                                                                      | BCIN 1646-MH    | Obra popular XVI                                      | Torrefeta i Florejacs C. del Vent, la Morana                                       | 41° 46′ 55″ N, 1° 15′ 49″ E / 41.782036°N,1.263490°E | RI-51-0006514 | Castell de la Morana (Torrefeta i Florejacs) · Vegeu més fotos d'aquest monument · Carregueu una nova foto d'aquest monument                              |
| Murs i antic portal d'accés de Torrefeta                                                  | BCIN 1647-MH    | Obra popular XV                                       | Torrefeta i Florejacs Torrefeta                                                    | 41° 45′ 15″ N, 1° 16′ 28″ E / 41.754060°N,1.274334°E | RI-51-0006516 | Murs i antic portal d'accés de Torrefeta (Torrefeta i Florejacs) · Vegeu més fotos d'aquest monument · Carregueu una nova foto d'aquest monument          |
| Castell de Castellmeià                                                                    | BCIN 1648-MH    | Romànic XIII                                          | Torrefeta i Florejacs Castellmeià, ctra. L-324, km 2 desviament a la dreta         | 41° 44′ 06″ N, 1° 18′ 06″ E / 41.734941°N,1.301754°E | RI-51-0006519 | Castell de Castellmeià (Torrefeta i Florejacs) · Vegeu més fotos d'aquest monument · Carregueu una nova foto d'aquest monument                            |
| Castell de Bellveí                                                                        | BCIN 1649-MH    | Obra popular XVI-XVII                                 | Torrefeta i Florejacs C. Ample, Bellveí                                            | 41° 45′ 19″ N, 1° 17′ 30″ E / 41.755260°N,1.291780°E | RI-51-0006520 | Castell de Bellveí (Torrefeta i Florejacs) · Vegeu més fotos d'aquest monument · Carregueu una nova foto d'aquest monument                                |
| Torre circular                                                                            | BCIN 1703-MH    | Romànic, obra popular XIII, XVII                      | Torrefeta i Florejacs La Morana, 300 m del poble a la dreta                        | 41° 46′ 50″ N, 1° 15′ 44″ E / 41.780547°N,1.262346°E | RI-51-0006515 | Portal d'accés i torre circular (Torrefeta i Florejacs) · Vegeu més fotos d'aquest monument · Carregueu una nova foto d'aquest monument                   |
| Restes del recinte fortificat de Palou de Sanaüja                                         | BCIN 1850-MH    | Romànic XII                                           | Torrefeta i Florejacs Palou de Sanaüja                                             | 41° 49′ 05″ N, 1° 15′ 03″ E / 41.818078°N,1.250797°E | RI-51-0006517 | Restes del recinte fortificat de Palou de Sanaüja (Torrefeta i Florejacs) · Vegeu més fotos d'aquest monument · Carregueu una nova foto d'aquest monument |
| Castell de Sedó                                                                           | BCIN 3975-MH    | Romànic XI                                            | Torrefeta i Florejacs C. Castell, Sedó                                             | 41° 43′ 58″ N, 1° 15′ 38″ E / 41.732675°N,1.260586°E | IPA-36715     | Castell de Sedó (Torrefeta i Florejacs) · Vegeu més fotos d'aquest monument · Carregueu una nova foto d'aquest monument                                   |

## Patrimoni arqueològic
| Monument               | Protecció    | Estil/època | Localització                              | Coordenades                                          | Codi?         | Imatge |
| ---------------------- | ------------ | --- | ----------------------------------------- | ---------------------------------------------------- | ------------- | --- |
| Ciutat romana de Iesso | BCIN 2026-ZA | Lloc d'habitació amb estructures conservades, ciutat. Lloc d'enterrament Inhumació col·lectiu, necròpolis. Assentament militar, muralla. Edifici públic, termes. Des de Romà República a Medieval Domini visigòtic (-218/715) | Guissona Al nord de la plaça del Vell Pla | 41° 47′ 16″ N, 1° 17′ 24″ E / 41.787672°N,1.289908°E | RI-55-0000487 | Ciutat romana de Iesso (Guissona) · Vegeu més fotos d'aquest monument · Carregueu una nova foto d'aquest monument |

El Castell de Rubiol (Guissona) és BCIN en categoria de monument històric i zona arqueològica. Formen part del conjunt de Iesso, entre d'altres: la plaça del Vell Pla, la necròpolis, capelles de Sant Isidre i del Santíssim i pati del campanar de l'església de Santa Maria de Guissona, l'interior i el pati del Museu Eduard Camps i Cava, el pati de Sant Felip Neri, la plaça del Bisbe Benlloch, el portal de l'Àngel, Cala Premsa del Tino, davant l'Edifici Cooperativa. A més, altres monuments històrics estan inclosos també en l'Inventari del Patrimoni Arqueològic i Paleontològic de Catalunya (IPAPC) per tenir protegit igualment el seu subsol o l'entorn.